# Aigars Kalvītis
Aigars Kalvītis (sinh ngày 27 tháng 6 năm 1966) là doanh nhân, chính khách người Latvia. Trước đây, ông là thành viên của Đảng Nhân dân Latvia từ năm 1997 đến năm 2011, giữ chức vụ làm thủ tướng Latvia nhiệm kỳ 2004-2007.